# Enzo Vogrincic
Enzo Vogrincic   (Montevideo, 22 de març de 1993) és un actor uruguaià. És conegut per interpretar a Numa Turcatti en la pel·lícula La societat de la neu.
Va néixer a Montevideo el 1993, fill del futbolista Guillermo Vogrincic, jugador del Montevideo Wanderers Fútbol Club. És d'ascendència eslovena per part paterna, i espanyola i italiana per part materna. Va créixer en el barri de Gruta de Lorda i va cursar els seus estudis en el Liceu Jubilar Juan Pablo II. En la seva adolescència va decidir dedicar-se a l'actuació, i el 2013 va entrar en l'Escola Multidisciplinària d'Art Dramàtic Margarita Xirgu.
Com a estudiant de teatre, va participar com a actor convidat en diverses produccions de la Comèdia Nacional, com l'El gato de Schrödinger en 2016 i El lugar de las luciérnagas el 2017.
El 2023, va protagonitzar la pel·lícula La societat de la neu dirigida per Juan Antonio Bayona i basada en l'accident aeri dels Andes. Va interpretar a Numa Turcatti, un jove que no pertanyia al planter del Old Christians Club, però que va embarcar en el viatge per invitació d'un amic.